# Anywhere but Home
Anywhere but Home è il primo album dal vivo e DVD degli Evanescence, pubblicato nel 2004. Il DVD è stato prodotto dalla Wind-up e contiene il concerto a Le Zenith a Parigi e del materiale bonus, come i video musicali delle canzoni Bring Me to Life, Going Under, My Immortal ed Everybody's Fool e i video che mostrano la band dietro le quinte del tour.
Il CD contiene il concerto (in formato audio) più una nuova traccia, Missing, pubblicata come singolo promozionale.

## Tracce
Crediti adattati ai dati riportati nel sito della ISWC.
Testi e musiche di Ben Moody, Amy Lee e David Hodges, eccetto dove indicato.
1. Haunted – 4:04
2. Going Under – 3:57
3. Taking Over Me – 3:57 (Amy Lee, Ben Moody, David Hodges, John LeCompt)
4. Everybody's Fool – 3:40
5. Thoughtless – 4:37 (James Shaffer, Jonathan Davis, Brian Welch, Reginald Arvizu, David Silveria) – cover dei Korn
6. My Last Breath – 3:53
7. Farther Away – 5:02
8. Breathe No More – 3:33 (Amy Lee)
9. My Immortal – 4:38
10. Bring Me to Life – 4:43
11. Tourniquet – 4:17 (Amy Lee, Ben Moody, David Hodges, Rocky Gray)
12. Imaginary – 5:25
13. Whisper – 5:25
14. Missing – 4:16

## Formazione
- Amy Lee – voce, pianoforte
- Terry Balsamo – chitarra solista
- John LeCompt – chitarra ritmica; cori (traccia 10)
- Will Boyd – basso
- Rocky Gray – batteria

## Classifiche
| Classifica (2004/05) | Posizione massima |
| -------------------- | ----------------- |
| Australia            | 33                |
| Austria              | 10                |
| Belgio (Fiandre)     | 36                |
| Belgio (Vallonia)    | 46                |
| Francia              | 22                |
| Germania             | 19                |
| Grecia               | 6                 |
| Irlanda              | 52                |
| Italia               | 33                |
| Nuova Zelanda        | 40                |
| Paesi Bassi          | 18                |
| Portogallo           | 4                 |
| Stati Uniti          | 39                |
| Svizzera             | 10                |